# Сандра Рейнольдс
Сандра Рейнольдс (англ. Sandra Reynolds; нар. 4 березня 1934) — колишня південноафриканська тенісистка.
Найвищу одиночну позицію світового рейтингу — 3 місце досягла 1960 року.
Перемагала на турнірах Великого шолома в парному та змішаному парному розрядах.

## Фінали турнірів Великого шолома

### Одиночний розряд:1 поразка
| Результат | Рік  | Турнір               | Покриття | Суперниця   | Рахунок  |       |
| --------- | ---- | -------------------- | -------- | ----------- | -------- | ----- |
| Поразка   | 1960 | Вімблдонський турнір | Трава    | Марія Буено | 6–8, 0–6 | [ 1 ] |

### Парний розряд:  6  (4–2)
| Результат | Рік  | Турнір               | Покриття | Партнерка    | Суперниці                         | Рахунок       |       |
| --------- | ---- | -------------------- | -------- | ------------ | --------------------------------- | ------------- | ----- |
| Перемога  | 1959 | Чемпіонат Австралії  | Трава    | Рене Схюрман | Лоррен Коглан Мері Картер-Рейтано | 7–5, 6–4      | [ 2 ] |
| Перемога  | 1959 | Чемпіонат Франції    | Ґрунт    | Рене Схюрман | Йола Рамірес Росі Реєс            | 2–6, 6–0, 6–1 |       |
| Поразка   | 1960 | Вімблдонський турнір | Трава    | Рене Схюрман | Марія Буено Дарлін Гард           | 4–6, 0–6      | [ 3 ] |
| Перемога  | 1961 | Чемпіонат Франції    | Ґрунт    | Рене Схюрман | Марія Буено Дарлін Гард           | walkover      |       |
| Перемога  | 1962 | Чемпіонат Франції    | Ґрунт    | Рене Схюрман | Джастіна Бріка Маргарет Корт      | 6–4, 6–4      |       |
| Поразка   | 1962 | Вімблдонський турнір | Трава    | Рене Схюрман | Біллі Джин Кінг Карен Сусман      | 7–5, 3–6, 5–7 | [ 3 ] |

### Мікст:1 перемога
| Результат | Рік  | Турнір              | Покриття | Партнерка | Суперниці               | Рахунок         |       |
| --------- | ---- | ------------------- | -------- | --------- | ----------------------- | --------------- | ----- |
| Перемога  | 1959 | Чемпіонат Австралії | Трава    | Боб Марк  | Рене Схюрман Род Лейвер | 4–6, 13–11, 6–1 | [ 4 ] |

## Часова шкала турнірів Великого шлему в одиночному розряді
| W | Ф | ПФ | ЧФ | #Р | КТ | К# | DNQ | A | NH |

| Турнір                                 | 1956  | 1957  | 1958  | 1959  | 1960  | 1961  | 1962  | Career SR |
| -------------------------------------- | ----- | ----- | ----- | ----- | ----- | ----- | ----- | --------- |
| Відкритий чемпіонат Австралії з тенісу |       |       |       | ЧФ    |       |       |       | 0 / 1     |
| Відкритий чемпіонат Франції з тенісу   |       | 2р    | 4р    | ПФ    | ПФ    | 4р    | ЧФ    | 0 / 6     |
| Вімблдонський турнір                   | 2р    | ЧФ    | 2р    | ПФ    | Ф     | ПФ    | 3р    | 0 / 7     |
| Відкритий чемпіонат США з тенісу       |       |       |       | ЧФ    |       |       | ЧФ    | 0 / 2     |
| SR                                     | 0 / 1 | 0 / 2 | 0 / 2 | 0 / 4 | 0 / 2 | 0 / 2 | 0 / 3 | 0 / 16    |